# Isoetes yunguiensis
Isoetes yunguiensis är en kärlväxtart som beskrevs av C. F. Wang och W. Carl Taylor. Isoetes yunguiensis ingår i släktet braxengräs, och familjen Isoetaceae. Inga underarter finns listade i Catalogue of Life.